# Godehard Schramm

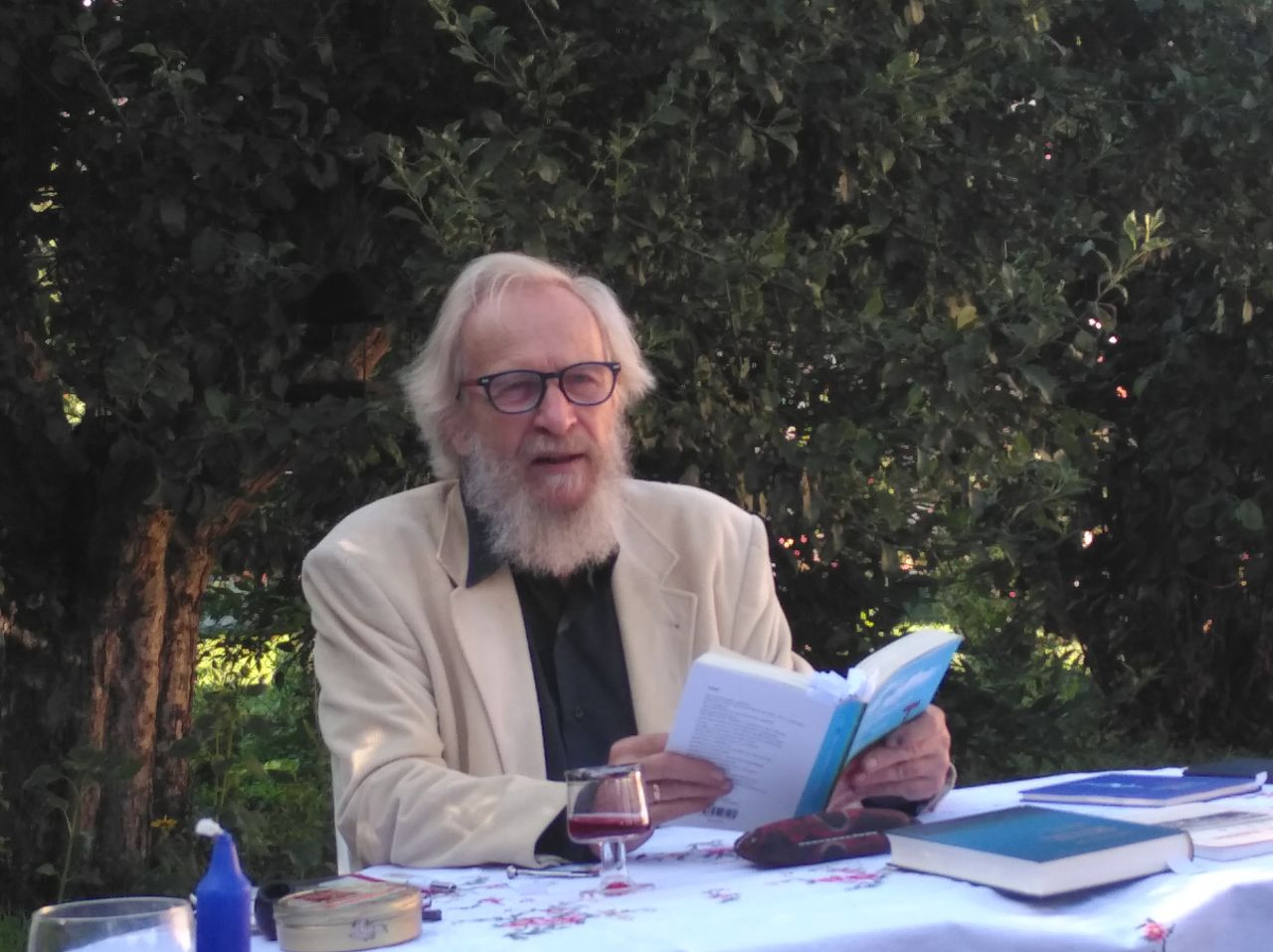
Godehard Schramm

Godehard Schramm (* 24. Dezember 1943 in Konstanz) ist ein deutscher Schriftsteller und Erzähler.

## Leben und Schaffen
Schramm verbrachte seine Kindheit ab 1948 im mittelfränkischen Thalmässing. Sein Vater war Volksschullehrer.
Nach dem Studium der Slawistik in Erlangen und Moskau gab er in den 1970er Jahren gemeinsam mit Gerd Scherm die Literaturzeitschrift UmDruck heraus. Seit 1976 ist er Mitglied im PEN-Zentrum Deutschland. 1977 und 1983 nahm er am Ingeborg-Bachmann-Wettbewerb in Klagenfurt teil.
Zentrales Thema seiner Texte ist die fränkische Heimat in Europa. „Heimat“ kann für ihn bedeuten: Ort der Erinnerung an Geborgenheit und Nähe wie auch an Enttäuschung und Trauer; Raum der Begegnungen mit Menschen, ihren Erfahrungen, Lebensweisen und sozialen Problemen, und auch Raum für die Suche nach Transzendenz. Passagen in fränkischer und alemannischer Mundart sind für seine Texte ebenso charakteristisch wie die Auseinandersetzung mit christlichen Themen und Symbolen und mit der vielfältigen Alltagskultur in europäischen Regionen, etwa in Italien, Frankreich, Holland, Polen und der Ukraine. Fast immer geht es ihm dabei um den Vierklang Mensch, Glaube, Kultur und Landschaft.
In seinem Werk WeitLandWeit - GroßstadtlosGroß von 2016 beschreibt er seine Heimat in einem Porträt des Landkreises Neustadt a.d.Aisch-Bad Windsheim. Für die Darstellung der Flüchtlingsaufnahme seit Ende 2015 wurde Schramm ernsthaft kritisiert. Er bezeichnete die Migration als „Invasion“ und die Menschen als „Asyl-Erpresser“. Schramm berief sich in einer Reaktion auf die Kritik auf die Meinungsfreiheit und stellte fest, dass er die Worte und Formulierungen „mit Bedacht gewählt“ habe. Aus der SPD-Bezirkstagsfraktion Mittelfranken wurde angefragt, ob es eine Möglichkeit gebe, den vom Bezirk Mittelfranken verliehenen Wolfram-von-Eschenbach-Preis abzuerkennen. Der Landrat des Kreises Neustadt Aisch, Helmut Weiß, der die Herausgabe des Buches gefördert hatte, distanzierte sich von den entsprechenden Abschnitten und beabsichtigte zu veranlassen, dass der Hinweis auf die Unterstützung durch seine Person bei einem eventuellen Nachdruck des Buches herausgenommen wird.
Godehard Schramm lebt als freier Schriftsteller in Nürnberg und Emskirchen-Neidhardswinden.

## Werke

### Prosa, theoretische Texte, Essays
- Nachts durch die Biscaya. Prosa. 1978
- Der Traumpilot. Roman. 1978
- Der russische Dichter Jewgeni Jewtuschenko. Sein lyrisches Werk 1952–1982. Dissertation, Universität Erlangen 1986
- Wandererphantasie: fränkische Heimat in Europa; Reisetagebücher 1983-1988. 1988, ISBN 3-921615-81-X
- als Hg.: Russland ist mit dem Verstand nicht zu begreifen. Selbstbildnisse der russischen Seele. 1989, ISBN 3-475-52617-4
- DonauVenedig. Ein Sommer in Regensburg. 1995, ISBN 3-924350-42-6
- Die Sonnenrose. Roman
- Reisen nach NEA-polis. Jugendzeit in Neustadt an der Aisch 2000, ISBN 3-87707-556-8
- Mein Gardasee. Eine literarische Liebeserklärung an eine Landschaft 2001, ISBN 3-7766-2078-1
- Mein Königreich war ein Apfelbaum. Kindheitsroman. Sankt Michaelsbund, 2005, ISBN 3-920821-78-5
- Ein Weltreich: Mein Dorf. Tagebuch-Roman. WEK-Verlag, 2007
- 888 Meter Heimat. Nürnberg von einer Straße aus erzählt. Verlag Hans Carl, 2007
- Der Kanzler und der See: Lago di Como - Land und Leute, Kultur und Konrad Adenauer. Corso, Hamburg 2012, ISBN 978-3-86260-044-1.
- Reisetagebücher und Landschaftserzählungen
- Arbeiten zur bildenden Kunst
- WeitLandWeit - GroßstadtlosGroß. Neustadt an der Aisch, Ph. C. W. Schmidt 2016, ISBN 978-3-87707-099-4

### Lyrik
- Lieber rot als rot. Gedichte, mit Grafiken von Peter Wörfel. Relief Verlag, München 1970
- Nürnberger Bilderbuch. Gedichte, mit Bildern von Michael Mathias Prechtl. Nürnberg 1970
- Meine Lust ist größer als mein Schmerz. Gedichte. 1975
- Marabu küsst Sultanine. Deutsch-arabisches Liebesgedicht. Mit 14 Aquarellen von Jörg Remé. Verlag Leben in der Sprache, Presseck 2015, ISBN 978-3-940911-42-1

### Szenische Texte
- Lina und Strano. Märchenoper in 3 Akten. Musik: Heinrich Hartl (op. 97)
- Feuerkopfs Briefe – Rückfragen an Paulus. Kirch-Traum-Spiel. Musik: Uwe Strübing (op. 47; 2000). UA 14. November 2002 Nürnberg (Klarakirche)
- Sprechstücke und Texte für Funk und Fernsehen

### Hörbücher
- Über Stock und Stein. Fränkische Horchbilder, ISBN 3-920821-36-X

### Übersetzungen
- Herzstreik. Gedichte von Jewgeni Jewtuschenko
- Gedichte von Nadeschda Mandelstam

### Bildbände
- Uffenheim und sein Gollachgau; Bildband in schwarzweiß; mit Bilden von Ottmar Fick; Verlag SEEHARS, Uffenheim (1989)
- Godehard Schramm, Gerald Raab: Krippenparadies Bamberg. Ein besinnlicher Rundgang in 48 Kapiteln. Bamberg: Verlag Fränkischer Tag, 2001, 128 S., ISBN 3-928648-62-4

## Vertonungen
- Walter Zimmermann : Hier wohnt Krappmann (1970). Hörspiel, produziert im Studio Franken des Bayerischen Rundfunks
- Hartmut Schmidt: Grütz der Spatz als Papagei (1995). Rezital für Sprecher und Oktett. UA 19?? (Arno Fischbacher [Sprecher], Österreichisches Ensemble für Neue Musik, Dirigent: Herbert Grassl)
- Werner Heider: Stimmungswechsel (1995/96) für Sopran und Klavier
- Uwe Strübing:
  - Thomasfragen auf der Himmelsleiter (op. 41; 1999) für 2 Sprechstimmen, Schlagzeug und Orgel. UA 14. Oktober 2001 Fürth (St. Michael; Antje Cornelissen und Godehard Schramm [Stimmen], Christine Pesold [Schlagzeug], Sirka Schwartz-Uppendieck und Thomas Schumann [Orgel])
  - Musik zu Feuerkopfs Briefe – Rückfragen an Paulus. Kirch-Traum-Spiel (op. 47; 2000). UA 14. November 2002 Nürnberg (Klarakirche; Palestrina-Chor, Christine Pesold [Schlagzeug], Leitung und Orgel: Rolf Gröschel)
  - Schneewege (op. 59; 2001). Drei Lieder für Sopran und Klavier. Texte: Schneewege IV, VI, VII. UA 21. April 2004 Bamberg (Audimax der Universität; Irene Kurka [Sopran], Susanne Kessel [Klavier])
  - Zwei Lieder (op. 82; 2005) für Sopran und Akkordeon. UA 30. Juli 2005 Markt Erlbach (Rangauhalle; Irene Kurka [Sopran], Stefan Hippe [Akkordeon])

1. Notre-Dame de la Petite Esperance – 2. Canzone („Kleines Kind, auch für mich fängt mit dir mein Leben ganz von vorn an…“)

## Ehrungen
- 1971 Förderpreis der Stadt Nürnberg
- 1976 Mitglied der Münchner Turmschreiber
- 1981 Bayerischer Kunstförderpreis in der Sparte Literatur
- 1984 Amsterdam-Preis: Kulturstiftung Deutschland – Niederlande
- 1987 Wolfram-von-Eschenbach-Förderpreis des Bezirks Mittelfranken
- 1990 Friedrich-Baur-Preis der Bayerischen Akademie der Schönen Künste
- 1993 Mitglied des Pegnesischen Blumenordens
- 1996 Bundesverdienstkreuz am Bande
- 1998 Otto-Grau-Kulturpreis
- 1999 Else-Heiliger-Stipendium der Konrad-Adenauer-Stiftung
- 2001 Kulturpreis der Oberfrankenstiftung, Bayreuth
- 2003 Wolfram-von-Eschenbach-Preis des Bezirks Mittelfranken
- 2003 Ehrenkreuz des Pegnesischen Blumenordens
- 2004(?) Preis des Kulturfonds der Familie Tucher
- 2007 Cavaliere dell’ Ordine al Merito della Repubblica Italiana